# Puchar Jedwabnego Szlaku
Puchar Jedwabnego Szlaku (ros. Кубок Шёлкового пути) – przechodnie trofeum przyznawane za zwycięstwo w sezonie zasadniczym rosyjskich rozgrywek hokeja na lodzie, Wyższej Hokejowej Ligi (WHL). 

## Zdobywcy
- 2018/2019:  SKA-Niewa[2]
- 2019/2020:  Zwiezda Moskwa[3]
- 2020/2021:  Jugra Chanty-Mansyjsk[4]
- 2021/2022:  Jugra Chanty-Mansyjsk[5]
- 2022/2023:  Jugra Chanty-Mansyjsk[6]
- 2023/2024:  Mołot Perm[7]
- 2024/2025:  Mietałłurg Nowokuźnieck[8]